# Gimigliano
Gimigliano es una localidad italiana de la provincia de Catanzaro, región de Calabria, con 3.324 habitantes.

## Evolución demográfica
| Gráfica de evolución demográfica de Gimigliano entre 1861 y 2001 |
|                                                                  |
| Fuente ISTAT - Elaboración gráfica por parte de Wikipedia        |